# بنیاد ادوارد راین
بنیاد ادوارد راین (به انگلیسی: Eduard Rhein Foundation)در سال ۱۹۷۶ در هامبورگ (آلمان) توسط ادوارد راین تأسیس شد. هدف این بنیاد ترویج پژوهش علمی، یادگیری، هنر و فرهنگ است. این امر به ویژه با اعطای جوایز برای دستاوردهای برجسته در تحقیق و/یا توسعه در زمینه های رادیو، تلویزیون و فناوری اطلاعات انجام می شود.

## جوایز و افتخارات
این بنیاد جوایز و افتخارات زیر را اعطا می کند:
- جایزه فناوری (۳۰۰۰۰ یورو)
- جایزه فرهنگی (۱۰۰۰۰ یورو)
- انگشتر افتخار (سنگ ماه به رنگ طلا) برای کارهای برجسته که در مدت زمان طولانی انجام شده است، تعداد حاملان انگشتر زنده به ده نفر محدود است.